# Kyle Noke
Kyle Noke, född 18 mars 1980 i Dubbo, är en australisk före detta MMA-utövare som tävlade i organisationen Ultimate Fighting Championship.